# Acraea jefferyi
Acraea jefferyi är en fjärilsart som beskrevs av Felix Bryk 1925. Acraea jefferyi ingår i släktet Acraea och familjen praktfjärilar. Inga underarter finns listade i Catalogue of Life.